# 海東阿蘇神社
海東阿蘇神社（かいとうあそじんじゃ）は、熊本県宇城市小川町西海東に鎮座する神社である。旧社格は村社。

## 歴史
1289年（正応2年）、元寇で活躍した海東郷の地頭・竹崎季長により、藤原氏の末裔である白石六郎左衛門通泰を迎え、阿蘇神社の祭神十二柱を勧請し天下泰平・国家安全を祈願して創建された。現在まで白石家が管理している。
2005年（平成17年）、東京・芝大神宮に要望し神体の分霊を実現。生姜の神を祀り、記念碑を建設した。

## 祭神
- 阿蘇十二神（健磐龍命、阿蘇都比咩命、ほか十柱）

## 祭祀・信仰
- 例祭日は、7月15日、10月15日。
- 彼岸の川祭り。春・秋の彼岸の中日に「だごなげ祭り」が行われる[3]。